# Ua Huka-szigeti tengerilégykapó
Az Ua Huka-szigeti tengerilégykapó (Pomarea iphis) a madarak (Aves) osztályának verébalakúak (Passeriformes) rendjébe, ezen belül a császárlégykapó-félék (Monarchidae) családjába tartozó faj.

## Előfordulása
Francia Polinézia egyik endemikus madara, mely a Marquises-szigetekhez tartozó Ua Huka szigeten található meg.
Egyes rendszerező azonosnak tekinti a kihalt Eiao-szigeti tengerilégykapóval (Pomarea fluxa) (Murphy & Mathews, 1928), ami azt jelenti, hogy egy korábban kihaltnak vélt madárfaj még ma is létezik.

## Alfajai
- Pomarea iphis fluxa
- Pomarea iphis iphis

## Életmódja
Ez a madár a trópusi száraz erdőben és a nedves bozótosokban él. Az ültetvényekben is megtalálható. Általában 30-650 méteres tengerszint feletti magasságban él; azok a példányok, amelyek nem költenek, akár 840 méter magasba is felhúzódnak. Főleg a Pisonia grandis nevű növények árnyékában keresi rovarokból álló táplálékát.

## Fordítás
- Ez a szócikk részben vagy egészben  az   Iphis Monarch című angol Wikipédia-szócikk ezen változatának fordításán alapul.  Az eredeti cikk szerkesztőit annak laptörténete sorolja fel. Ez a jelzés csupán a megfogalmazás eredetét és a szerzői jogokat jelzi, nem szolgál a cikkben szereplő információk forrásmegjelöléseként.